# Bruguiera cylindrica
Bruguiera cylindrica är en tvåhjärtbladig växtart som först beskrevs av Carl von Linné, och fick sitt nu gällande namn av Carl Ludwig von Blume. Bruguiera cylindrica ingår i släktet Bruguiera, och familjen Rhizophoraceae. Inga underarter finns listade i Catalogue of Life.